# Roystonea stellata
Espèce
Statut de conservation UICN

 EN D : En danger
Roystonea stellata est une espèce de plantes de la famille des Arecaceae.

## Publication originale
- Memorias de la Sociedad Cubana de Historia Natural "Felipe Poey" 17: 11. 1943.